# Mughiphantes taczanowskii
Mughiphantes taczanowskii là một loài nhện trong họ Linyphiidae.
Loài này thuộc chi Mughiphantes. Mughiphantes taczanowskii được Octavius Pickard-Cambridge miêu tả năm 1873.